# Броннер, Франц Ксавер
Франц Ксавер Броннер (нем. Franz-Xaver Bronner; 23 декабря 1758, Хёхштедт-на-Дунае, Бавария — 12 августа 1850, Арау) — немецко-швейцарский писатель, публицист и педагог.

## Биография
Франц Ксавер Броннер родился 23 декабря 1758 в баварском городе Хёхштедт-на-Дунае.
Сперва был хористом в Иезуитской коллегии в Диллингене, затем в 1776 году под именем Бонифация поступил в бенедиктинский монастырь в Донаувёрте и посвятил себя изучению физики, механики, математики, философии, музыки и поэзии; как считается, примкнул к ордену иллюминатов.
В 1784 году бежал под именем Иоанна Винфрида в Цюрих, где работал нотным наборщиком. Здесь он издал: «Fischergedichte und Erzählungen» (3 т., 1787-94) и свою «Биографию» (3 т., 1795-97; нов. изд. 1810). 1786—1793 гг. провёл в монастыре в Аугсбурге, затем вернулся в Цюрих: в 1794—1798 гг. был главным редактором газеты «Zürcher Zeitung», затем в течение трёх лет работал начальником канцелярии у швейцарского политического деятеля Филиппа Альберта Штапфера.
В 1804—1810 гг. преподавал естественные науки в Арау.
В 1811 году прибыл в Российскую империю и преподавал до 1817 года физику в Казанском университете.
Вел дневник, в котором описывал поведение студентов
Затем возвратился в Арау, принял протестантство и в 1830 назначен правительственным секретарем, архивариусом и библиотекарем.
Франц Ксавер Броннер умер 12 августа 1850 года в Арау.
Кроме упомянутого, написал: «Der erste Krieg, in sechzig metrischen Dichtungen» (Арау, 1810, 2 т.), «Abentheuerliche Geschichte Herzog Werner’s von Urslingen» (1828), «Anleitung, Archive und Registraturen nach Leichtfasslichen Grundsätzen einzurichten» (1832), «Lustfahrten in’s Idyllemand» (1833), «Der Canton Aargau» (2 т., 1844-45, Галлен) и др.